# Mare of Easttown
Mare of Easttown ist eine siebenteilige US-amerikanische Miniserie. Sie handelt von einer Polizistin, die in der Kleinstadt Easttown im US-Bundesstaat Pennsylvania einen Mordfall aufklären will, aber mit Schweigen der Bürger und dem allmählichen Zusammenbruch ihres Privatlebens zu kämpfen hat. Die Protagonistin wird von Oscar-Preisträgerin Kate Winslet verkörpert; weitere Hauptrollen übernehmen Julianne Nicholson, Jean Smart, Guy Pearce und Evan Peters.
Mare of Easttown wurde ab dem 18. April 2021 auf HBO ausgestrahlt, in Deutschland ab 21. Mai 2021 auf Sky Atlantic. Die Serie erhielt sehr wohlwollende Kritiken, unter anderem wegen der Handlung, der Darsteller, der schauspielerischen Leistungen und der Darstellung von Frauen. Sie erhielt 16 Nominierungen für die 73. Emmy Awards und gewann davon vier. Kate Winslet erhielt die Auszeichnung für die beste weibliche Hauptrolle, ihr Kollege Peters als bester Nebendarsteller und ihre Kollegin Nicholson als beste Nebendarstellerin.

## Handlung
Mare Sheehan ist eine Kriminalpolizistin in Easttown, einem Vorort von Philadelphia. Easttown ist kleinstädtisch, fast ländlich geprägt und die Einwohnerschaft gehört der amerikanischen Unterschicht an. Sie ist in Easttown aufgewachsen und kennt deshalb viele der Menschen, die sie im Rahmen ihrer Polizeiarbeit trifft, als Nachbarn, Bekannte oder sogar aus der Verwandtschaft. So lebt sie z. B. in direkter Nachbarschaft zu ihrem Exmann Frank, von dem sie sich nach dem Selbstmord des gemeinsamen Sohnes getrennt hat. Seit seinem Tod ist sie mit seiner drogenabhängigen Partnerin Carrie im Sorgerechtsstreit um deren Sohn, ihren Enkel. Dieser lebt momentan, mit Einverständnis des Jugendamtes, bei ihr. Im gleichen Haushalt leben auch ihre Tochter Siobhan und ihre Mutter Helen, zu der sie ein angespanntes Verhältnis hat. 
Eine weitere wichtige Person in Mares Leben ist ihre Freundin Lori. Auch sie ist, zusammen mit ihren Kindern und ihrem Mann John, Mares Nachbarin. John ist, nach einer Affäre, erst vor kurzem wieder bei Lori eingezogen ist. Der Selbstmord ihres Sohnes hat bei Mare ein tiefes, nicht verarbeitetes Trauma hinterlassen, das sowohl ihre Arbeit als auch ihr Privatleben immer wieder negativ beeinflusst. Sie ist sprunghaft und oft aggressiv und unnahbar. Trotzdem geht sie eine zunächst lockere Beziehung mit dem Schriftsteller Richard Ryan ein.
Als es der örtlichen Polizei nicht gelingt, den Fall einer vor längeren Zeit verschwundenen Teenagerin zu klären, gibt es starke Vorwürfe von den Anwohnern und auch ein erhöhtes Medieninteresse. Nach dem Mord an einer weiteren Teenagerin, Loris Nichte Erin, zieht Mares Vorgesetzter die Konsequenzen und teilt ihr, gegen ihren Willen, Detective Colin Zabel aus dem Nachbarbezirk als Unterstützung zu.
Die Ermittlungen verlaufen zunächst fast ergebnislos und es gibt anfangs nur Hinweise auf das örtliche Drogenmilieu und nächtliche Rumstreicher, die Gartenhütten durchsuchen. Die ermordete Teenagerin wurde in einem Park erschossen, jedoch in einiger Entfernung davon an einem Fluss abgelegt. Die ballistischen Untersuchungen ergeben, dass die Mordwaffe ein alter Armeerevolver war, der mittlerweile sehr selten ist. Die Tatwaffe kann jedoch nicht aufgefunden werden.
Als bei einem Drogentoten eines von Erins T-Shirt gefunden wird, das von einem Familientreffen von Loris Familie stammt, richtet sich der Verdacht auf diesen Personenkreis. Die Ermittler vermuten, dass ihr Mann John eine Beziehung zu Erin hatte und auch der Vater ihres Kindes ist.
Nachdem die private Situation in Sachen Sorgerechtsstreit weiter eskaliert ist, hat Mare Carrie Drogen aus der Asservatenkammer untergeschoben, um sie so ungeeignet für die Erziehung ihres Kindes erscheinen zu lassen. Der Betrug fällt schnell auf, wird aber von der Polizei nicht publik gemacht. Mare wird jedoch vom Dienst suspendiert.
Entgegen der Vorschriften ermittelt Mare – unwillig unterstützt von Zabel – weiter und so kommt auch in den älteren Fall wieder Bewegung, als eine Zeugin den Wagen des Entführers beschreiben kann. Es handelte sich um einen blauen Van. Da die Zeugin sich auch einen Teil des Kennzeichens merken konnte, ergibt sich eine relativ kurze Liste von möglichen Haltern und damit Verdächtigen. Als Sheehan und Zabel die Liste abarbeiten, treffen sie bei einer Befragung auf den Täter. Bei der Auseinandersetzung in dessen Haus wird Zabel erschossen, die entführte Teenagerin kann aber befreit werden. Mare und die Polizei bekommen wieder eine positivere Berichterstattung und die Suspendierung wird aufgehoben.
Der Verdacht gegen John in Sachen Mord an Erin erhärtet sich. Es hat den Anschein, dass er sie ermordet hat, als sie ihn mit seiner Vaterschaft konfrontierte. Plötzlich übernimmt jedoch Johns Bruder die Verantwortung für den Mord. Er behauptet, während des mehrtägigen Familientreffens eine Affäre mit Erin eingegangen zu sein. Das Geständnis entpuppt sich jedoch als falsch, denn er wollte nur seinen Bruder John schützen, weil dieser eine Familie hat. John gesteht den Mord und der Fall scheint geklärt.
Einige Tage später ermittelt Mare erneut wegen der Einbrüche in die Gartenhäuschen. Ein älterer Anwohner hat sie gerufen und berichtet, dass aus seiner Hütte ein alter Revolver zunächst verschwunden und dann wieder aufgetaucht war. Mare ist alarmiert und fragt, wer Zugang zu der Hütte hatte. Der Nachbar erklärt, dass nur der Junge Zugang hatte, der regelmäßig den Rasen mäht. Dieser Junge ist der Sohn von John und Lori. Er hatte die erneute Affäre seines Vaters bemerkt und versucht, Erin zu bedrohen, damit sie die Beziehung beendet. Bei diesem Streit kam es zu einem Handgemenge und er erschoss Erin.
Der Fall ist damit abgeschlossen. Mare bekommt das Sorgerecht für ihren Enkel und stellt sich im Rahmen einer Therapie dem erlittenen Trauma.

## Besetzung und Synchronisation
Die deutschsprachige Synchronisation entsteht bei der TaunusFilm Synchron in Berlin unter der Dialogregie von Gundi Eberhard, die zusammen mit Victoria Sturm auch für die Dialogbücher verantwortlich ist.
| Rollenname                   | Schauspieler          | Folgen               | Synchronsprecher     |
| ---------------------------- | --------------------- | -------------------- | -------------------- |
| Det. Marianne „Mare“ Sheehan | Kate Winslet          | 1.01–1.07            | Ulrike Stürzbecher   |
| Lori Ross                    | Julianne Nicholson    | 1.01–1.07            | Dorette Hugo         |
| Helen Fahey                  | Jean Smart            | 1.01–1.07            | Katharina Lopinski   |
| Siobhan Sheehan              | Angourie Rice         | 1.01–1.07            | Friedel Morgenstern  |
| Frank Sheehan                | David Denman          | 1.01–1.03, 1.05–1.07 | Tobias Kluckert      |
| Pater Dan Hastings           | Neal Huff             | 1.01–1.05, 1.07      | Matthias Deutelmoser |
| Richard Ryan                 | Guy Pearce            | 1.01–1.04, 1.06–1.07 | Philipp Moog         |
| Erin McMenamin               | Cailee Spaeny         | 1.01–1.04, 1.07      | Alice Bauer          |
| Chief Carter                 | John Douglas Thompson | 1.01–1.07            | Axel Lutter          |
| John Ross                    | Joe Tippett           | 1.01–1.07            | Georgios Tzitzikos   |
| Det. Colin Zabel             | Evan Peters           | 1.02–1.05            | Tim Knauer           |
| Carrie Layden                | Sosie Bacon           | 1.02–1.07            | Lena Schmidtke       |
| Diakon Mark Burton           | James McArdle         | 1.02–1.07            | Felix Spieß          |

## Episodenliste
| Nr. | Deutscher Titel           | Originaltitel          | Erstausstrahlung USA | Deutschsprachige Erstausstrahlung (D) |
| --- | ------------------------- | ---------------------- | -------------------- | ------------------------------------- |
| 1   | Miss Lady Hawk persönlich | Miss Lady Hawk Herself | 18. Apr. 2021        | 21. Mai 2021                          |
| 2   | Väter                     | Fathers                | 25. Apr. 2021        | 21. Mai 2021                          |
| 3   | Verstrickungen            | Enter Number Two       | 2. Mai 2021          | 28. Mai 2021                          |
| 4   | Armer Sisyphus            | Poor Sisyphus          | 9. Mai 2021          | 28. Mai 2021                          |
| 5   | Illusionen                | Illusions              | 16. Mai 2021         | 4. Juni 2021                          |
| 6   | Bekenntnisse              | Sore Must Be the Storm | 23. Mai 2021         | 4. Juni 2021                          |
| 7   | Sakrament                 | Sacrament              | 30. Mai 2021         | 11. Juni 2021                         |